# Alfred Schröer
Alfred Schröer (* 12. November 1895 in Neukrausendorf bei Waldenburg in Niederschlesien; † 28. August 1970 in Gelsenkirchen) war ein deutscher Politiker (KPD, SPD).

## Leben und Wirken
Alfred Schröer wuchs in Niederschlesien auf, besuchte von 1903 bis 1910 die Volksschule in Waldenburg und arbeitete anschließend als Bergmann. 1912 siedelte er nach Essen über, wo er ebenfalls im Bergbau arbeitete. Er trat in die Bergarbeitergewerkschaft "Alter Verband" ein und wurde 1913 Mitglied der SPD. Von 1915 bis 1918 nahm er als Soldat am Ersten Weltkrieg teil.
Nach dem Ende des Krieges schloss sich Schröer im Januar 1919 der KPD an. Bis 1923 arbeitete er noch als Bergmann, dann als hauptamtlicher Parteisekretär. Im Mai 1924 wurde er als Kandidat seiner Partei für den Wahlkreis 22 (Düsseldorf-Ost) als Abgeordneter in den Reichstag gewählt, dem er bis zu den Wahlen im Dezember 1924 angehörte. Ab Januar 1925 war er als Parteisekretär in Gelsenkirchen tätig und dort Unterbezirksleiter. Im Juli 1925 nahm er als Delegierter am 10. Parteitag der KPD in Berlin teil. 1926 wurde er Sekretär der KPD-Bezirksleitung. Er war von 1928 bis 1932 Mitglied der Gelsenkirchener Stadtverordnetenversammlung und dort Vorsitzender der KPD-Fraktion. Eine erneute Kandidatur für den Reichstag verlief allerdings erfolglos.
Nach der Machtübernahme der Nationalsozialisten wurde Alfred Schröer Anfang 1933 festgenommen und für einige Wochen im Gerichtsgefängnis Hamm inhaftiert. Nach seiner Haftentlassung war er erwerbslos. Im Oktober 1935 erfolgte eine erneute Verhaftung mit anschließender Untersuchungshaft im Hammer Gerichtsgefängnis. Im April 1936 wurde er vom 4. Strafsenat des Oberlandesgerichtes Hamm wegen „Vorbereitung zum Hochverrat“ unter Anrechnung von sieben Monaten und einer Woche Untersuchungshaft zu zwei Jahren Gefängnis verurteilt. Die Haftstrafe verbüßte er bis zu seiner Entlassung am 7. Juni 1937 in der Strafanstalt Bochum. Danach betätigte er sich als Baufacharbeiter. Vom Wehrdienst war er aufgrund seiner Verurteilung als Hochverräter ausgeschlossen. Von 1944 bis 1945 nahm er „zur Bewährung“ als Soldat in einem Strafbataillon am Zweiten Weltkrieg teil.
Nachdem Alfred Schröer nach 1945 vom Entnazifizierungsausschuss als unbelastet eingestuft worden war, wurde er wieder politisch aktiv. Seinen Lohn verdiente er zunächst als Eisenflechter im Baugewerbe und im Anschluss als Gastwirt in Gelsenkirchen. 1948 wurde er erneut Stadtverordneter und Vorsitzender der KPD-Fraktion war. 1952 wurde er aufgrund politischer Differenzen als „Titoist“ aus der KPD ausgeschlossen. 1954 trat er wieder der SPD bei.
Alfred Schröer war seit 1920 verheiratet. Seinen Lebensabend verbrachte er in Gelsenkirchen.